# Kałojan Karadżinow
Kałojan Karadżinow (bułg. Калоян Караджинов, ur. 25 stycznia 1977), bułgarski piłkarz, grający na pozycji pomocnika. Jest zawodnikiem Lokomotiwu Sofia. 15 listopada 2006 roku w towarzyskim meczu ze Słowacją zadebiutował w reprezentacji Bułgarii. Strzelił wówczas jednego gola.